# Megarenia obliqualis
Megarenia obliqualis är en fjärilsart som beskrevs av Edward P. Wiltshire 1982. Megarenia obliqualis ingår i släktet Megarenia och familjen nattflyn. Inga underarter finns listade i Catalogue of Life.